# Urmatt
Urmatt (en alsacià Ürmàtt) és un municipi francès, situat a la regió del Gran Est, al departament del Baix Rin. L'any 1999 tenia 1.425 habitants.
Forma part del cantó de Mutzig, del districte de Molsheim i de la Comunitat de comunes de la Vall de la Bruche.

## Demografia
| 1962 | 1968  | 1975  | 1982  | 1990  | 1999  |
| ---- | ----- | ----- | ----- | ----- | ----- |
| 940  | 1.042 | 1.092 | 1.121 | 1.243 | 1.357 |

## Administració
| Període   | Identitat          | Partit |
| --------- | ------------------ | ------ |
| 1940-1947 | Henri Wahlmann     |        |
| 1947-1965 | Edouard Touchemann |        |
| 1965-1975 | Albert Arbogast    |        |
| 1975-1983 | Edouard Gabriel    |        |
| 1983-1995 | François Pouget    |        |
| 1995-     | Vincent Metzger    |        |